# Attentat de Rangoun

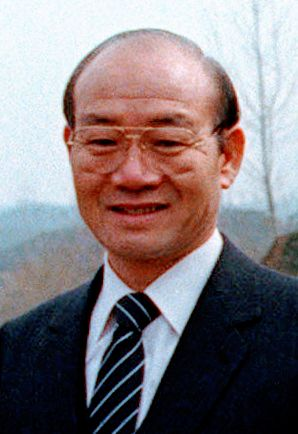
Le président Chun Doo-hwan.

L'attentat de Rangoun, survenu le 9 octobre 1983, est une tentative d'assassinat du président sud-coréen Chun Doo-hwan, orchestrée par la Corée du Nord, en Birmanie.
Le président Chun survit à l'explosion en raison d'un retard sur le lieu de l'incident mais le bilan est terrible pour le gouvernement de la Corée du Sud qui perd 17 de ses citoyens, dont quatre ministres, trois vice-ministres, et son ambassadeur en Birmanie, entre autres. Trois suspects sont identifiés. L'un d'eux est traqué puis finalement tué par l'armée birmane. Les deux autres sont arrêtés, dont Kang Min-chul qui avoue être un agent de la Corée du Nord. Cette confession lui permet d'éviter la peine de mort, contrairement à son camarade. Il passe 25 ans dans une prison birmane avant de mourir derrière les barreaux.
Au niveau international, cet attentat fait entrer la Corée du Nord sur la liste des États soutenant le terrorisme.

## L'attentat

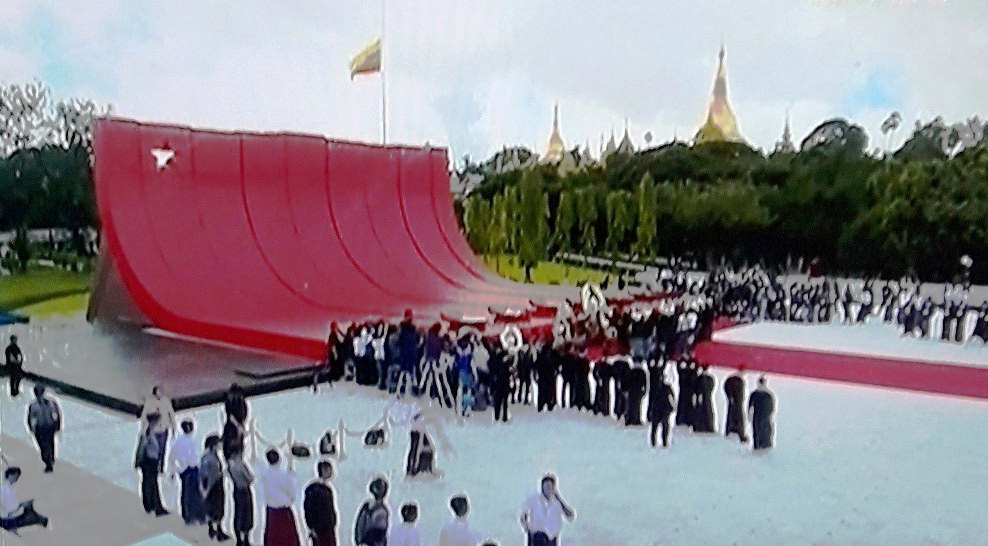
Le mausolée des martyrs en 2016.

Le 9 octobre 1983, le président Chun Doo-hwan est en visite officielle à Rangoun, la capitale de la Birmanie. Durant sa visite, il prévoit de déposer une couronne au mausolée des martyrs (en) pour honorer la mémoire d'Aung San, l'un des fondateurs de la Birmanie indépendante, assassiné en 1947. Au moment où certains membres du personnel du président commencent à se réunir dans le mausolée, une des trois bombes dissimulées dans le toit explose. L'énorme explosion décime la foule en dessous, tuant 21 personnes et blessant 46 autres. Quatre politiciens sud-coréens de haut-rang sont tués : le ministre des affaires étrangères, Lee Beom-seok (en), le ministre des ressources énergétiques, Suh Sang-chul (en), le ministre de la planification économique et vice-Premier ministre, Suh Suk-joon, et le ministre du commerce et de l'industrie, Kim Dong-hwi. 14 conseillers présidentiels, journalistes et agents de sécurité sud-coréens sont tués, ainsi que quatre ressortissants birmans, dont trois journalistes. Le président Chun est sauvé car sa voiture a été retardée dans la circulation et était encore à quelques minutes du mémorial au moment de l'explosion. La bombe aurait explosé trop tôt car le clairon présidentiel signalant l'arrivée de Chun a retenti par erreur quelques minutes avant l'heure prévue.

## Auteurs
La police birmane identifie trois suspects, un major et deux capitaines de l'Armée populaire de Corée. L'enquête de police révèle qu'ils étaient arrivés à Rangoun à bord d'un navire amarré au port et avaient reçu des explosifs de la part d'une mission diplomatique nord-coréenne. Le suspect Kang Min-chul et un autre tentent de se suicider le même jour que l'attentat avec une grenade, mais ils survivent et sont arrêtés, bien que Kang ait perdu un bras. Un troisième suspect, Zin Bo, est toujours recherché par l'armée birmane. Zin réussit à tuer trois soldats avant d'être finalement abattu. Kang Min-chul avoue sa mission et ses liens avec la Corée du Nord, une confession qui lui permet d'éviter la peine de mort et il est condamné à la réclusion à perpétuité. Son collègue est quant à lui exécuté par pendaison. La Corée du Nord nie tout lien avec Kang, qui est envoyé à la prison d'Insein au nord de Rangoun.

## Conséquences
À la suite de l'attentat, la Birmanie suspend ses relations diplomatiques avec la Corée du Nord. La Chine, qui avait transmis une note diplomatique demandant des pourparlers trilatéraux entre la Corée du Nord, la Corée du Sud et les États-Unis au nom de la Corée du Nord juste avant l'attentat, réprimande la Corée du Nord dans ses médias d'État. Les fonctionnaires chinois refusent de rencontrer ou de parler avec des responsables nord-coréens pendant plusieurs mois après l'incident.
En 1994, le représentant de la Corée du Sud à l'Assemblée générale des Nations unies fait le lien entre cet incident et l'explosion du Vol 858 Korean Air, qu'il prétend être financé par le même gouvernement agissant en toute impunité. En conséquence, la Corée du Nord est classée comme un État soutenant le terrorisme jusqu'en 2008, puis de nouveau depuis 2017 durant la guerre civile syrienne.

## Destin de Kang
Kang était le prisonnier le plus ancien de Birmanie. Il aurait appris à parler couramment le birman selon un de ses camarades détenus. Les efforts de Rangoun pour reprendre les relations avec la Corée du Nord conduisent à des spéculations sur le sort de Kang. Parce que la Corée du Nord nie qu'il est citoyen nord-coréen, il est alors considéré comme une personne apatride. Kang ne désirerait pas retourner en Corée du Nord, où il est considéré comme un traître (en raison de sa confession de ses opérations criminelles), ni être extradé en Corée du Sud, où il serait jugé pour son rôle dans l'attentat.
En 2006, Chung Hyung-keun, membre du Grand parti national de Corée du Sud et ancien employé des services de renseignement sud-coréens, parraine un projet de loi pour amener Kang en Corée du Sud. Kang meurt finalement d'un cancer du foie le 18 mai 2008 alors qu'il est transféré à l'hôpital depuis la prison d'Insein.

## Victimes
| Nationalité  | Morts |
| ------------ | ----- |
| Corée du Sud | 17    |
| Birmanie     | 4     |
| Total        | 21    |

### Victimes sud-coréennes
- Suh Seok-jun (서석준, 1938 ~ 1983), vice-Premier ministre
- Lee Beom-seok (en) (이범석, 1925 ~ 1983), ministre des affaires étrangères
- Kim Dong-hwi (김동휘), ministre du commerce et de l'industrie
- Suh Sang-chul (en) (서상철), ministre des Ressources énergétiques[9]
- Ham Byeong-chun (함병춘), secrétaire général en chef (en)
- Lee Gye-cheol (이계철), ambassadeur en Birmanie
- Kim Jae-ik (김재익, 1938 ~ 1983), secrétaire présidentiel principal (en) pour les affaires économiques
- Ha Dong-seon (하동선), directeur de la planification du Comité de coopération internationale
- Lee Gi-uk (이기욱), vice-ministre des finances
- Gang In-hui (강인희), vice-ministre de l'agriculture, des forêts et de la pêche
- Kim Yong-hwan (김용환), vice-ministre de la science et de la technologie
- Sim Sang-u (심상우, 1938 ~ 1983), membre de l'assemblée nationale
- Min Byeong-seok (민병석), médecin du président
- Lee Jae-gwan (이재관), secrétaire à la presse présidentielle
- Han Gyeong-hui (한경희), garde présidentiel
- Jeong Tae-jin (정태진), garde présidentiel
- Lee Jung-hyeon (이중현), journaliste au Dong-a Ilbo